# Yolande Dalpé
Yolande Dalpé (née en 1948) est une mycologue canadienne, chercheuse à Agriculture et Agroalimentaire Canada. Ses recherches sont axées sur la production de nouvelles données sur la taxonomie, la phylogénie, la distribution et la biologie  des champignons, comprenant notamment la recherche systématique liée à la biosécurité/aux espèces exotiques envahissantes ainsi qu'aux espèces utilisées dans le développement de bioproduits.  L’Association botanique du Canada lui a décerné la médaille Lawson pour l’ensemble de sa contribution à la botanique canadienne, pour ses travaux de recherche en mycologie et pour la reconnaissance dont elle jouit à  l’échelle nationale et internationale. 

## Biographie
Yolande Dalpé est née à Waterloo, au Québec, en 1948.  Elle a obtenu en 1989 un doctorat en science de l’université Paul-Sabatier de Toulouse, en France, dans le domaine de la physiologie des champignons.  
Après avoir obtenu son D.Sc., Yolande Dalpé a été embauchée par Agriculture et Agroalimentaire Canada (AAC). 

## Carrière
Yolande Dalpé est chef de programme de la Section mycologie, au Centre de recherche et de développement d’AAC à Ottawa, en Ontario.
Voici certains de ses projets en cours : 
- Champignons : production de nouvelles données sur la taxonomie, la phylogénie, la distribution et la biologie des champignons, comprenant notamment la recherche systématique liée à la biosécurité/aux espèces exotiques envahissantes ainsi qu'aux espèces utilisées dans le développement de bioproduits.
- Établissement et maintien de collections et de bases de données de référence sur les plantes et les champignons : collection in vitro de Gloméromycètes (GINCO), Collection nationale de plantes vasculaires d’AAC (DAO) et Herbier national de mycologie du Canada (DAOM). Soutien à la Collection canadienne des cultures fongiques (CCFC).
- Renforcement de la capacité liée à la phylogénomique et mise au point d’outils de détection et d’identification rapides.
- Identification, information et formations spécialisées en recherche scientifique dans les domaines de la taxonomie, de la propagation fongique et de la protection de la biodiversité[3].

Yolande Dalpé est rédactrice adjointe de la revue Botany publiée par le Conseil national de recherches du Canada.  Elle est aussi professeure adjointe associée au Centre de la science de la biodiversité du 
Québec, un réseau qui favorise et fait la promotion d’un programme de recherche et de formation en science de la biodiversité.  Elle a formé de nombreux chercheurs et étudiants diplômés dans le domaine 
de l’identification et de la taxonomie des champignons mycorhiziens arbusculaires et a publié plus de 130 articles scientifiques.  
Yolande Dalpé est membre fondatrice de l’International Mycorrhiza Society (IMS), une société à vocation scientifique qui s’efforce de faire progresser la formation et la recherche et le développement 
dans le domaine de la symbiose mycorhizienne entre les plantes et les champignons telluriques spécialisés. Elle est membre du Conseil d’administration de l’IMS et est éditrice de Mycorrhiza, la 
revue scientifique officielle de cette société,. 
Yolande Dalpé est administratrice des Mycologues amateurs de l’Outaouais (MAO).  Cette association mène des activités de diffusion des connaissances sur la mycologie et de cueillette, d’identification et 
de consommation de champignons sauvages. Yolande Dalpé est aussi éditrice du bulletin d’information des MAO.  
Elle est chargée de la collection in vitro de Gloméromycètes du Canada, un organisme qui partage le matériel biologique contenu dans sa collection et les données connexes, de même que son expérience et 
son savoir-faire dans le domaine de la recherche sur les champignons mycorhiziens arbusculaires afin d’en faire profiter ses partenaires et clients des secteurs scientifique et industriel.

## Prix et distinctions honorifiques
En 2013, Yolande Dalpé a reçu la médaille Lawson de l’Association botanique du Canada pour l’ensemble de sa contribution à la botanique canadienne, pour ses travaux de recherche en mycologie et pour la 
reconnaissance dont elle jouit à l’échelle nationale et internationale.